# Ломоносова, Ольга Олеговна
О́льга Оле́говна Ломоно́сова (укр. Ольга Олегівна Ломоносова; род. 18 мая 1978, Донецк) — российская актриса театра и кино.

## Биография
Родилась 18 мая 1978 года в Донецке (Украинская ССР), в семье строителя. Мать Наталья Евгеньевна Ломоносова — экономист. К 1986 году семья переехала в Киев, куда перевели отца.
Ещё в Донецке начала заниматься художественной гимнастикой. Тренеры отмечали у неё отличную гибкость. В Киеве была принята в Школу олимпийского резерва Альбины Дерюгиной. Там она стала кандидатом в мастера спорта. В 1988 году поступила в Киевское хореографическое училище.
В Москву уехала в 1997 году. Работала в Музыкальном театре им. К. С. Станиславского и Вл. И. Немировича-Данченко артисткой балета. Поступила в Щукинское училище на курс Родиона Овчинникова. Вопреки опасениям девушки, вступительные экзамены она сдала легко, даже миновав второй тур. После окончания театрального института (в 2003 году) играла в Театре им. К. С. Станиславского (2004—2006) и Театре им. Евг. Вахтангова (2003—2005).
В недавнем интервью Ольга Ломоносова призналась, что сожалеет о съемках в сериале «Не родись красивой», считая, что из-за этой роли её перестали приглашать на более серьёзные проекты.
Снимается в фильмах, играет в «Другом театре».

## Личная жизнь
Первый муж — Евгений Ряшенцев (род. 2 февраля 1976), продюсер (окончил продюсерский факультет ВГИКа), сын советского и российского поэта Юрия Ряшенцева. Брак продлился полтора года.
Второй муж (фактический брак) — Павел Сафонов (род. 26 июня 1972), российский актёр театра и кино, режиссёр.
Дочери Варвара Сафонова (род. 9 декабря 2006), Александра Сафонова (род. 25 мая 2011), её крёстная мать однокурсница Ольги — актриса Марина Александрова.
Сын Фёдор Сафонов (род. 14.04.2017).
Является крёстной матерью Ивана — старшего сына актёров Григория Антипенко и Юлии Такшиной.

## Роли в театре

#### Театральный институт имени Бориса Щукина
- «Прекрасные люди» (выпускной спектакль[7]; режиссёр — Павел Сафонов) — Наталья Петровна[10].

#### Театр имени Е. Б. Вахтангова
- 2003 — «Лир» (по мотивам пьесы «Король Лир» Уильяма Шекспира; режиссёр — Владимир Мирзоев)[11] — Корделия.
- «Дон Жуан и Сганарель»
- «Калигула»

#### Московский драматический театр имени К. С. Станиславского
- «Сон в летнюю ночь» — Гермия

#### Театральное агентство «Премьера»
- «Пигмалион» (антрепризный спектакль: проект «Театральный марафон»)— Элиза Дулиттл

#### «Другой театр»
- «Утиная охота» — Галина
- 2014 — «Тартюф» — Эльмира, жена Оргона
- «Валентинов день» — Валентина

#### Театральная компания «Маскарад»
- 2015 — «Мужской аромат. Оркестр» — Сюзанна[12]

Театр Эстрады
2018 — «Старший сын» А. Вампилова — Нина, дочь Сарафанова
Театр Сатиры
2018 — «Платонов»
Никатеатр
2019 — «Загадочные вариации» — Элен Меттернах

#### Антреприза
- 2024 — «Иллюзия счастья» по пьесе «Тектоника чувств» Эрика-Эммануэля Шмитта, режиссёр — Павел Сафонов

## Фильмография
| Год  |   | Название                                                       | Роль                                                           |
| ---- | - | -------------------------------------------------------------- | -------------------------------------------------------------- |
| 2001 | ф | Новогодние приключения (ТВ)                                    | эпизод                                                         |
| 2001 | с | Кобра. Антитеррор                                              | Екатерина Вознесенская                                         |
| 2003 | с | Моя Пречистенка. Две любви                                     | Софи Куратова                                                  |
| 2004 | с | Дети Арбата                                                    | Людмила                                                        |
| 2004 | ф | Смерть Таирова                                                 | Агнесса / Бромбилла                                            |
| 2005 | ф | Новогодние мужчины                                             | Алёна                                                          |
| 2005 | с | Не родись красивой                                             | Кира Воропаева                                                 |
| 2005 | ф | Большое зло и мелкие пакости                                   | Зоя, подруга министра информации Дмитрия Потапова              |
| 2005 | с | Одна тень на двоих                                             | Марта                                                          |
| 2005 | с | Богиня прайм-тайма                                             | Алина Лаврова                                                  |
| 2006 | ф | Красная комната                                                | Екатерина                                                      |
| 2006 | с | Девять месяцев                                                 | Наталия                                                        |
| 2007 | ф | Любовь на острие ножа                                          | Лариса                                                         |
| 2007 | ф | Ночные сёстры                                                  | Вера Брусничкина, медсестра в санатории                        |
| 2007 | ф | Точка возврата                                                 | Шнырёва                                                        |
| 2008 | ф | Отдалённые последствия                                         | Татьяна Виноградова, нотариус                                  |
| 2008 | ф | Дважды в одну реку                                             | Елена Болотова                                                 |
| 2008 | ф | Чизкейк                                                        | Наталья                                                        |
| 2008 | ф | Роман выходного дня                                            | Галина Купцова                                                 |
| 2008 | ф | Ты мне снишься…                                                | Ольга Николаевна                                               |
| 2008 | ф | Пять шагов по облакам                                          | Валерия Николаевна Крылова, редактор журнала «Деньги и власть» |
| 2008 | ф | Я не я                                                         | жена Виктора                                                   |
| 2009 | с | Зверобой                                                       | Мария Назарова, врач                                           |
| 2009 | с | Высший пилотаж                                                 | Наталья Стебельцова, старший бортпроводник                     |
| 2009 | ф | Непрощённые                                                    | Катя                                                           |
| 2009 | ф | Две истории о любви                                            | Ольга                                                          |
| 2009 | с | История лётчика                                                | Виктория                                                       |
| 2009 | ф | Случайная запись                                               | Ирина                                                          |
| 2009 | ф | Частный сыск полковника в отставке                             | Майя                                                           |
| 2010 | ф | Осведомлённый источник в Москве                                | Дженнифер Луи                                                  |
| 2010 | с | Дежурный ангел                                                 | Евгения Костина                                                |
| 2010 | с | Военная разведка. Западный фронт (фильм 3. «Одиннадцатый цех») | Анна Эдуардовна Кузнецова, врач-невролог                       |
| 2010 | с | Зверобой 2                                                     | Мария                                                          |
| 2011 | ф | Назад — к счастью, или Кто найдёт Синюю птицу                  | Мария                                                          |
| 2011 | с | Объект 11                                                      | Маргарита Трошина                                              |
| 2012 | ф | Бабье царство                                                  | Оксана Никитина                                                |
| 2012 | с | Дежурный ангел 2                                               | Евгения Костина                                                |
| 2012 | ф | Маша                                                           | Маша (главная роль)                                            |
| 2013 | ф | Три дня с придурком                                            | дама в чёрном                                                  |
| 2013 | ф | Бывших не бывает                                               | Лера Коршунова                                                 |
| 2013 | ф | 45 секунд                                                      | Татьяна Чернигова (главная роль)                               |
| 2013 | с | Чёрные кошки                                                   | Анна Антоновна, секретарша                                     |
| 2013 | ф | Самый длинный день                                             | Женя                                                           |
| 2013 | ф | Про жену, мечту и ещё одну…                                    | Мария                                                          |
| 2014 | с | Косатка                                                        | Ольга Евгеньевна Косаткина, майор полиции, аналитик            |
| 2014 | с | Крёстный                                                       | Анна                                                           |
| 2015 | ф | А зори здесь тихие                                             | мать Гали Четвертак (эпизод)                                   |
| 2016 | с | Гражданин Никто                                                | Ирина Николаевна Ковалёва                                      |
| 2016 | ф | Тайны и ложь                                                   | Катя                                                           |
| 2018 | с | Лучше, чем люди                                                | Алла                                                           |
| 2019 | ф | Горная болезнь                                                 | Таня                                                           |
| 2020 | с | Драйв (первый сезон)                                           | Ольга                                                          |
| 2021 | с | Всё как у людей                                                | Кира Васильевна Ардова, следователь                            |
| 2021 | с | Анатомия сердца                                                | Ольга                                                          |
| 2021 | ф | Ледяной демон                                                  | Таня                                                           |
| 2021 | с | Московская мыльная опера                                       | главная роль                                                   |
| 2021 | с | Сын                                                            | Надежда                                                        |
| 2024 | ф | Спасти Анну                                                    | главная роль                                                   |
| 2024 | с | Музыка времени                                                 | Ольга, мама Василисы                                           |
| 2025 | ф | Северный полюс                                                 | Елена, пилот Полярной авиации                                  |